# Jagodnoje (Kaliningrad, Prawdinsk)
Jagodnoje (russisch Ягодное, deutsch Kapsitten) ist ein Ort in der russischen Oblast Kaliningrad (Gebiet Königsberg (Preußen)) und gehört zur Domnowskoje selskoje posselenije (Landgemeinde Domnowo (Domnau)) im Rajon Prawdinsk (Kreis Friedland (Ostpr.)).

## Geographische Lage
Jagodnoje liegt im äußersten Südwesten des Rajon Prawdinsk unmittelbar an der Grenze zum Rajon Bagrationowsk (Kreis Preußisch Eylau) an einer Nebenstraße, die von Prawdinsk (Friedland, 21 km) über Domnowo (Domnau, 5 km) nach Bagrationowsk (Preußisch Eylau, 8 km) verläuft. Bis 1945 war Domnau die nächste Bahnstation und lag an der Strecke von Königsberg (heute russisch: Kaliningrad) nach Angerburg (heute polnisch: Węgorzewo). Heute besteht kein Bahnschluss mehr.

## Geschichte
Das seinerzeit Kapsitten genannte Gutsdorf wurde am 11. Juni 1874 namensgebender Ort für den neu errichteten Amtsbezirk Kapsitten. Er lag im 1927 in Landkreis Bartenstein (Ostpr.) umbenannten Kreis Friedland im  Regierungsbezirk Königsberg der preußischen Provinz Ostpreußen. In den Amtsbezirk waren die Landgemeinde Wangnick und der Gutsbezirk Kapsitten eingegliedert. Im Jahre 1910 zählte der Gutsbezirk Kapsitten 181 Einwohner.
Am 30. September 1928 schlossen sich die Landgemeinde Wangnick, der Gutsbezirk Gertlack (russisch: Jelnino) und der Gutsbezirk Kapsitten zur neuen Landgemeinde Gertlack zusammen, und der Amtsbezirk wurde in „Amtsbezirk Gertlack“ umbenannt. Bereits am 8. Mai 1934 wurde die Landgemeinde Gertlack in „Landgemeinde Kapsitten“ umbenannt und folglich erhielt der Amtsbezirk am 23. Juni 1934 wieder den ursprünglichen Namen. Er bestand bis 1945 dann nur noch aus der einen Gemeinde Kapsitten.
Im Jahre 1933 lebten in der „Gertlack“ genannten Gemeinde 449, 1939 in der nun wieder als „Kapsitten“ bezeichneten Gemeinde 439 Einwohner.
Infolge des Zweiten Weltkrieges kam Kapsitten innerhalb des nördlichen Ostpreußens 1945 zur Sowjetunion und erhielt 1947 den russischen Namen „Jagodnoje“. Bis zum Jahre 2009 war es in den Domnowski sowjet (Dorfsowjet Domnowo (Domanu)) eingegliedert und ist seither aufgrund einer Struktur- und Verwaltungsreform. eine als „Siedlung“ (russisch: possjolok) eingestufte Ortschaft innerhalb der Domnowskoje selskoje posselenije (Landgemeinde Domnowo) im Rajon Prawdinsk.

## Kirche
Vor 1945 war der weitaus größte Teil der Kapsittener Bevölkerung evangelischer Konfession. Das Dorf war in das Kirchspiel Domnau (russisch: Domnowo) eingepfarrt, das zum Kirchenkreis Friedland (heute russisch: Prawdinsk), danach zum Kirchenkreis Bartenstein (heute polnisch: Bartoszyce) in der Kirchenprovinz Ostpreußen der Kirche der Altpreußischen Union gehörte.
Heute besteht wieder ein Bezug zu der in den 1990er Jahren neu gebildeten evangelisch-lutherischen Kirchengemeinde in Domnowo, die allerdings eine Filialgemeinde der Auferstehungskirche in Kaliningrad (Königsberg) ist. Sie gehört zur Propstei Kaliningrad in der Evangelisch-lutherischen Kirche Europäisches Russland (ELKER).